# Ardisia alverezii
Ardisia alverezii är en viveväxtart som beskrevs av Elmer Drew Merrill. Ardisia alverezii ingår i släktet Ardisia och familjen viveväxter. Inga underarter finns listade i Catalogue of Life.